# Haitańska Partia „Łysa Głowa”

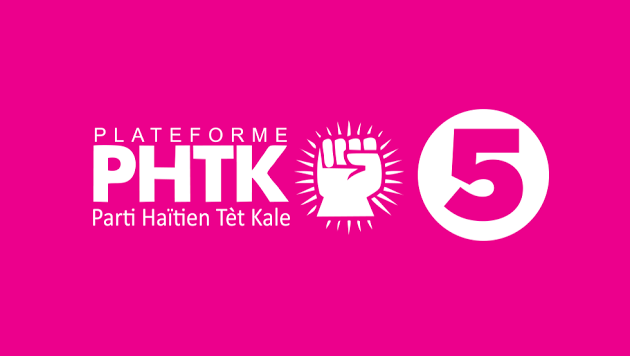
Logo PHTK

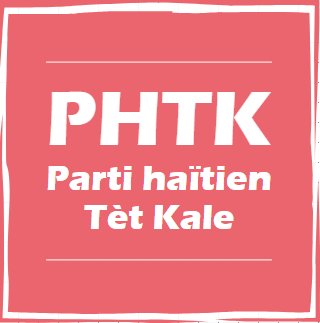
Logo PHTK

Haitańska Partia „Łysa Głowa” (fr. Parti Haïtien Tèt Kale, hait. Pati Ayisyen Tèt Kale, skrót. PHTK) – haitańska partia polityczna o profilu liberalno-centroprawicowym. Utworzono ją 16 sierpnia 2012 roku. Jej znanymi członkami byli m.in. minister sprawiedliwości Me Jean Renel Sanon, Anne Valérie Thimothé Milford czy prezydent Jovenel Moïse. Z partią związany był również prezydent Haiti Michel Martelly. Po wyborach parlamentarnych w 2015 roku część jej członków dostała się do parlamentu.

## Jovenel Moïse
W październiku 2015 roku jej kandydat, Jovenel Moïse, wygrał wybory prezydenckie w pierwszej turze. Wynik unieważniono po protestach i zarzutach fałszerstwa. Ponownie zwyciężył w wyborach prezydenckich w listopadzie 2016 uzyskując w pierwszej turze 55,6% głosów. Frekwencja w tych wyborach wyniosła ok. 20%. Moïse był kontrowersyjnym politykiem, zarzucano mu korupcję i pranie brudnych pieniędzy.